# Ludwig Lantschner

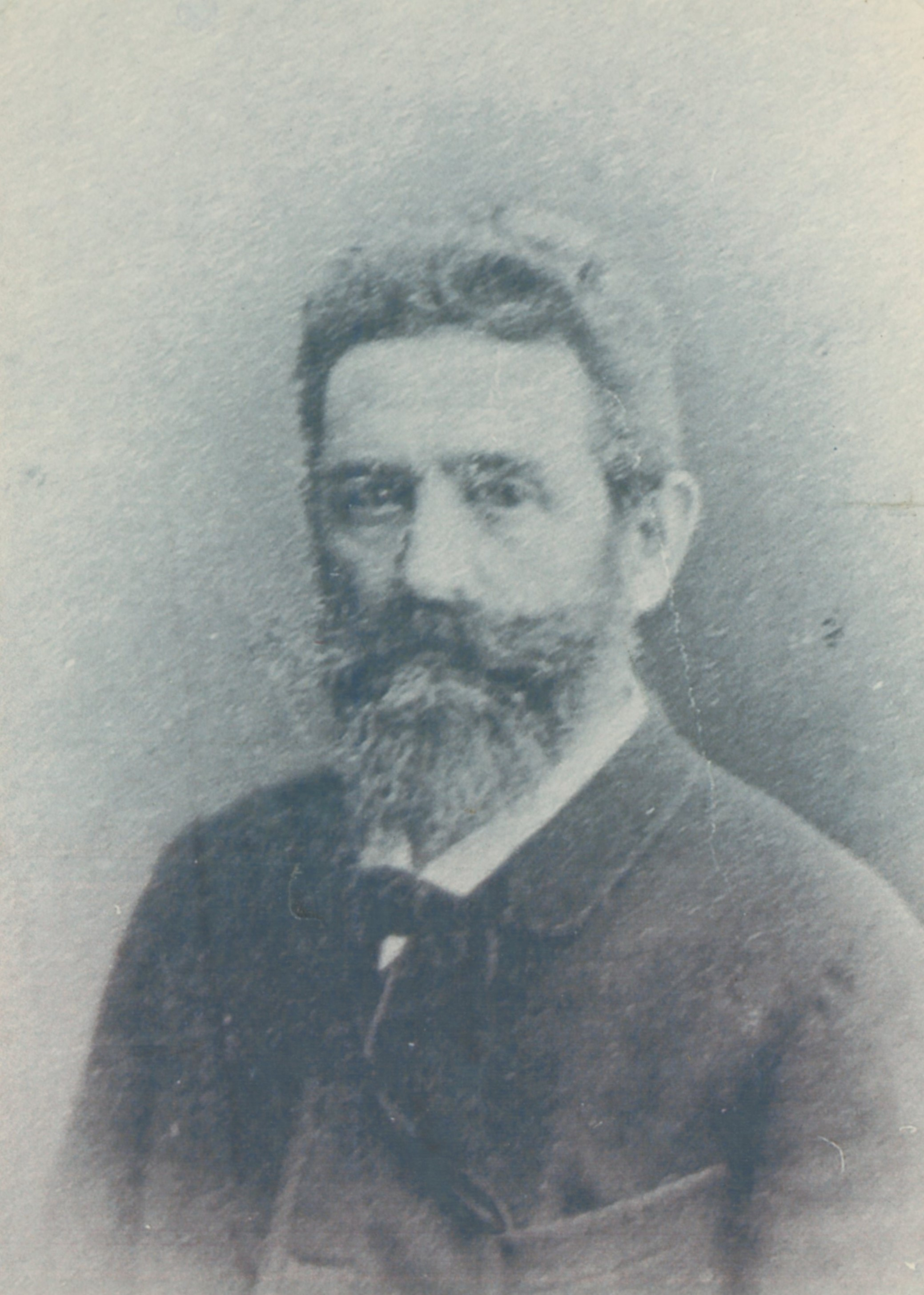
Ludwig Lantschner

Ludwig Lantschner (* 24. August 1826 in Steinach am Brenner; † 19. Januar 1913 in Innsbruck) war ein österreichischer Mediziner. Er lehrte als Professor an der Universität Innsbruck.

## Leben und Wirken
Geboren als zweites Kind des Chirurgen Simon Lantschner und der Theresia geb. Strelle, studierte Lantschner nach der Matura am Gymnasium Innsbruck an der Universität Innsbruck, der Julius-Maximilians-Universität Würzburg und der Universität Würzburg Medizin. Sein Studium schloss er 1855 mit der Promotion ab. Er war als Student Mitglied des Corps Franconia Würzburg geworden und schloss sich später als Alter Herr auch dem Corps seines Sohnes, der Gothia Innsbruck (1906), an.
Lantschner kämpfte als Student in der „Ersten akademischen Kompagnie“, die 1848 gegen Italien nach Promolano ausrückte. Beruflich war er schließlich als Landessanitätsrat und ab 1876 als Professor für Medizin an der Universität Innsbruck tätig.